# Domenico Magrì

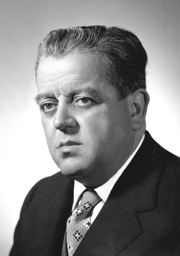
Domenico Magrì

Domenico Magrì (* 10. Oktober 1905 in Catania, Provinz Catania; † 4. Dezember 1983 in Rom) war ein italienischer Politiker der Democrazia Cristiana (DC), der zwischen 1948 und 1954 Mitglied des Senats (Senato della Repubblica) sowie von 1958 bis 1976 Mitglied der Abgeordnetenkammer (Camera dei deputati) war. Er war ferner zeitweise Minister und zweimal Bürgermeister von Catania.

## Leben

### Lehrer, Senator und Bürgermeister von Catania
Domenico Magrì war nach einem Studium, das er mit einem Laurea in lettere abgeschlossen hatte, als Lehrer für italienische Literatur und Latein am Liceo Spedalieri tätig und engagierte sich zudem in der Kommunalpolitik als Mitglied des Stadtrates von Catania. Am 18. April 1948 wurde er für die Democrazia Cristiana (DC) für die Region Sizilien erstmals zum Mitglied des Senats (Senato della Repubblica) gewählt. Während der ersten Legislaturperiode war er zwischen dem 17. Juni 1948 und dem 28. Juli 1950 zuerst Sekretär und danach vom 29. Juli 1950 bis zum 24. Juni 1953 Vizepräsident des Ständigen Ausschusses für öffentlichen Unterricht und schöne Künste (6ª Commissione permanente (Istruzione pubblica e belle arti)). Zugleich war er zwischen dem 7. Juli  1952 und dem 14. November 1953 auch zum ersten Mal Bürgermeister von Catania. Am 7. Juni 1953 wurde er abermals für die DC zum Mitglied des Senats gewählt und fungierte in der zweiten Legislaturperiode bis zur Annullierung seiner Wahl am 27. Oktober 1954 vom 28. Juli 1953 bis zum 27. Oktober 1954 weiterhin als Vizepräsident des Ständigen Ausschusses für öffentlichen Unterricht und schöne Künste. Nach seinem Ausscheiden aus dem Senat war er daraufhin als Journalist tätig.

### Mitglied der Abgeordnetenkammer und Unterstaatssekretär
Magrì wurde als Kandidat der DC bei der darauf folgenden Wahl am 4. Juni 1958 für Catania dann zum Mitglied der Abgeordnetenkammer (Camera dei deputati) gewählt. In der dritten Legislaturperiode übernahm er im Kabinett Segni II sein erstes Regierungsamt und fungierte vom 19. Februar bis zum 28. September 1959 zuerst als Unterstaatssekretär beim Ministerpräsidenten für Tourismus und Sport (Sottosegretario alla Presidenza del Consiglio dei ministri con delega al Turismo e allo Sport) sowie im Anschluss in diesem Kabinett bis zum 25. März 1960 Unterstaatssekretär im Ministerium für Tourismus und Veranstaltungen. Den Posten als Unterstaatssekretär im Ministerium für Tourismus und Veranstaltungen bekleidete er zwischen dem 2. April und dem 26. Juli 1960 auch im Kabinett Tambroni. Im Kabinett Fanfani III bekleidete er danach vom 28. Juli 1960 bis zum 21. Februar 1962 den Posten als Unterstaatssekretär im Ministerium für öffentliche Arbeiten (Sottosegretario al Ministero dei Lavori Pubblici) und danach im Kabinett Fanfani IV zwischen dem 24. Februar 1962 und dem 21. Juni 1963 als Unterstaatssekretär im Ministerium für öffentlichen Unterricht (Sottosegretario al Ministero della Pubblica Istruzione). In der vierten Legislaturperiode war er weiterhin Unterstaatssekretär im Ministerium für öffentlichen Unterricht im Kabinett Leone I zwischen dem 22. Juni und dem 4. Dezember 1963, vom 8. Dezember 1963 bis zum 22. Juli 1964 im Kabinett Moro I sowie zwischen dem 25. Juli 1964 und dem 23. Februar 1966 im Kabinett Moro II.

### Minister
In der fünften Legislaturperiode wurde Domenico Magrì im Kabinett Leone II schließlich erstmals zum Minister ernannt und bekleidete zwischen dem 24. Juni und dem 12. Dezember 1968 das Amt als Minister für Tourismus und Veranstaltungen (Ministro del Turismo e dello Spettacolo). Später fungierte er im Kabinett Rumor II vom 5. August 1969 bis zum 27. März 1970 als Minister für Industrie, Handel und Handwerk (Ministro dell’Industria, Commercio e Artigianato). In der sechsten Legislaturperiode war er schließlich vom 11. Juli 1972 bis zum 19. September 1973 Präsident des Verteidigungsausschusses (Commissione Difesa) und schied am 27. April 1976 nach 18 Jahren aus der Abgeordnetenkammer aus. Zuletzt war er zwischen dem 3. August 1975 und dem 11. April 1978 zum zweiten Mal Bürgermeister seiner Geburtsstadt Catania.